# Aleuritopteris michelii
Aleuritopteris michelii là một loài thực vật có mạch trong họ Adiantaceae. Loài này được (H. Christ) Ching miêu tả khoa học đầu tiên năm 1941.